# Hans von Wangenheim

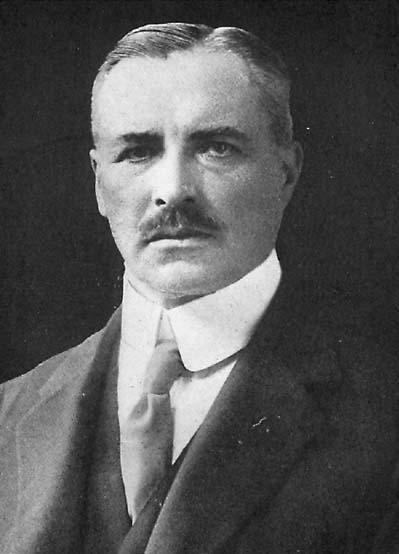
Barão Hans von Wangenheim

Hans Freiherr von Wangenheim (Georgenthal, Gotha, 4 de julho de 1859 — Constantinopla, 25 de outubro de 1915) foi um diplomata alemão da nobre família von Wangenheim.
Von Wangenheim no curso de sua carreira diplomática, foi, entre outros, o Embaixador alemão em Constantinopla a partir de 1912 a 1915, imediatamente antes e no início da Primeira Guerra Mundial. Depois de sua morte, foi sucedido por Paul Graf Wolff Metternich zur Gracht nesta posição.
Como um diplomata alemão em maio de 1915, mais detalhes sobre o genocídio dos armênios eram conhecidos, e Wangenheim hesitou inicialmente sobre as deportações e os massacres dos armênios pelo Império Otomano. Finalmente, ele percebeu que "já não havia dúvida de que a Sublime Porta (governo otomano) estava tentando exterminar a raça armênia no Império Turco.", e interveio até o momento de sua morte, tanto no governo otomano, assim como os seus superiores em Berlim.
Von Wangenheim casou-se em 1902 com Johanna ("Hanna") Freiin von Spitzemberg (1877-1960), a filha da Baronesa de Spitzemberg.

## Literatura
- Johannes Hürter (Red.):Biographisches Handbuch des deutschen Auswärtigen Dienstes 1871 - 1945. 5. T - Z, Anexos. Emitido pelo departamento do exterior, Histórico de serviço. Faixa 5: Bernd Isphording, Gerhard Keiper, Martin Kröger: Schöningh, Paderborn, inter alia, 2014, ISBN 978-3-506-71844-0, p. 180 f.
- Sigurd Sverre Stangeland: Die Rolle Deutschlands im Völkermord an den Armeniern 1915-1916. Trondheim: NTNU, 2013, ISBN 978-82-471-4427-5, p. 92-123.